# Grm (gmina Trebnje)
Grm – wieś w Słowenii, w gminie Trebnje. W 2018 roku liczyła 133 mieszkańców.